# Dexter Lawrence
(en) Statistiques sur pro-football-reference
Dexter Lawrence II, né le 12 novembre 1997 à Wake Forest en Caroline du Nord, est un joueur de football américain évoluant au poste de nose tackle pour les Giants de New York de la National Football League (NFL).
Il a joué au football universitaire avec les Tigers de Clemson en NCAA Division I FBS et y a remporté deux titres de champions (2016, 2018).

## Jeunesse
Lawrence joue au football américain au lycée Wake Forest. Au cours de sa carrière au lycée, il réalise 28 Sacks, 204 plaquages, 6 fumbles forcés et 1 interception. Après la saison 2015 en High School, il est considéré comme la 2e meilleure recrue possible de la classe 2016 du football universitaire.
Lawrence est considéré comme le meilleur espoir jamais sorti de l'État de Caroline du Nord. Il intègre l'université de Clemson après avoir s'être renseigné auprès d'autres universités dont Florida, Florida State, Alabama et NC State.

## Carrière universitaire
En 2016, Lawrence dispute 12 matchs avec les Tigers de Clemson en tant que defensive tackle. Tout au long de la saison régulière, il réussit 55 plaquages et 5 sacks battant ainsi le record de Clemson du plus grand nombre de sacks réussis en une saison par un freshman. Le précédent record de 4 sacks était détenu conjointement par William Perry, Ricky Sapp et Shaq Lawson.
Lawrence est ensuite désigné meilleur rookie défensif de la saison 2016 dans l'Atlantic Coast Conference (ACC). Il participe à la victoire contre Alabama lors de la finale du championnat national de football universitaire 2017 gagnée 35 à 31. Durant ce match, il réussit un total de quatre plaquages.
Lawrence est déclaré inéligible pour la finale universitaire 2019 après avoir été testé positif à une substance interdite, l'ostarine MK-2866,. Après la saison, Lawrence décide de faire l'impasse sur sa dernière année universitaire pour se présenter à la draft 2019 de la NFL.

## Carrière professionnelle

### Draft 2019 de la NFL
Malgré une blessure encourue à la jambe gauche lors de sa tentative de 40-yard dash lors du NFL Scouting Combine 2019, Lawrence est sélectionné par la franchise des Giants de New York en 17e choix global lors du premier tour de la draft 2019 de la NFL. Les Giants avaient acquis ce choix de draft dans le cadre d'un échange qui avait envoyé Odell Beckham Jr. vers les Browns de Cleveland.

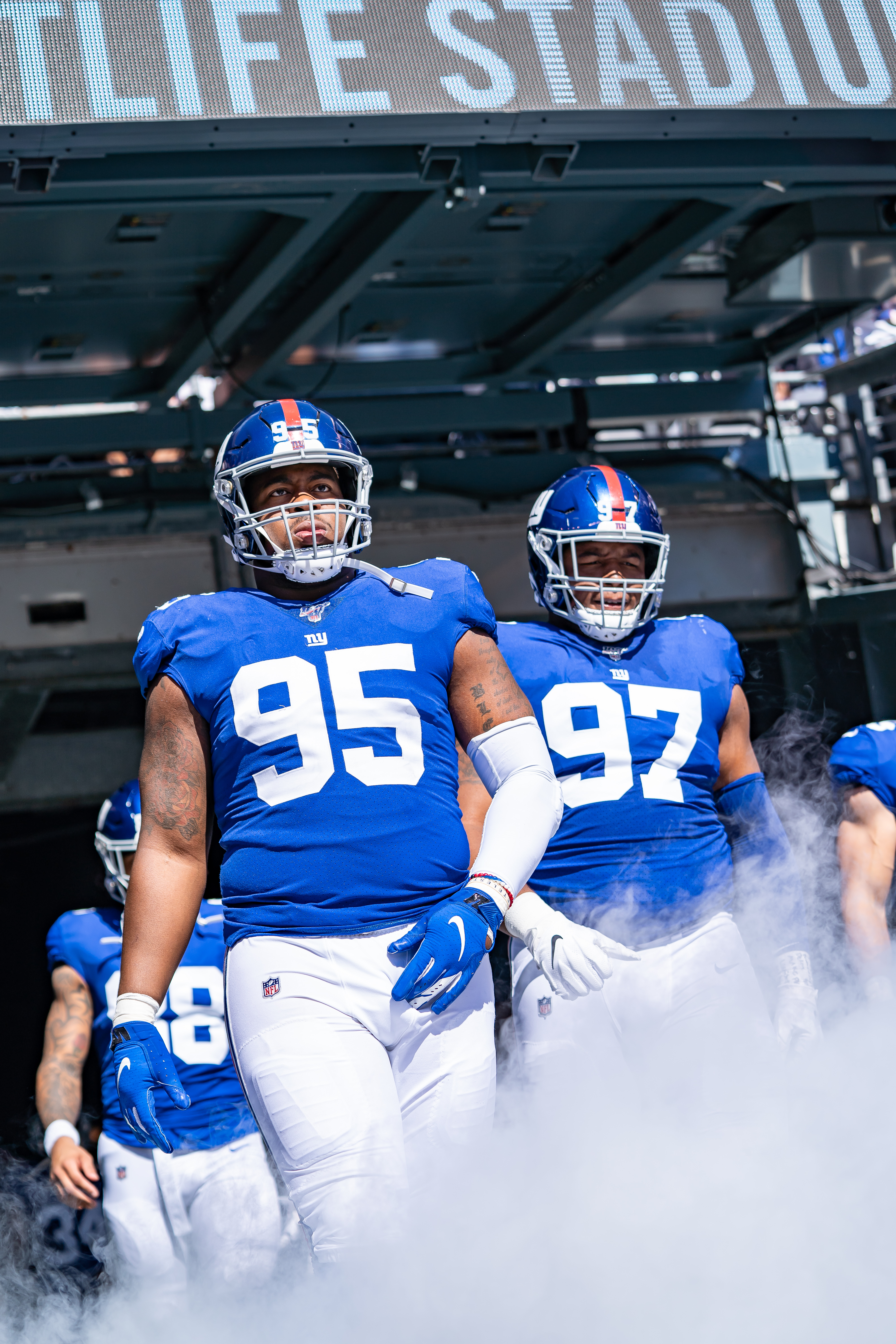
Lawrence dans un match contre les Redskins de Washington.

### Giants de New York
Au cours de la 3e semaine, Lawrence enregistre son premier sack professionnel sur le quarterback Jameis Winston lors de la victoire 32 à 31 sur les Buccaneers de Tampa Bay. Au cours de la 5e semaine, Lawrence réussit un sack et force un fumble sur Kirk Cousins malgré la défaite 28 à 10 contre les Vikings du Minnesota.
Lors du match perdu 16 à 26 contre les Steelers de Pittsburgh à l'occasion du Monday Night Football en 1re semaine de la saison 2020, Lawrence réussit son premier sack de la saison sur Ben Roethlisberger.
La semaine suivante contre Washington Football Team, Lawrence commet une faute (hors-jeu) lors de la dernière action du 4e quart temps, une tentative de transformation ratée d'un fied goal par le kicker Dustin Hopkins. Cette faute permet à Hopkins de recommencer son field goal. Il le réussit et donne la victoire à Washington sur le score de 30 à 29.
Le 28 avril 2022, les Giants activent l'option de cinquième année de son contrat rookie.

## Statistiques
| Année       | Équipe            | Statut      | MJ |       | Plaquages | Plaquages | Plaquages | Plaquages |       | Interceptions | Interceptions | Interceptions | Interceptions |  | Fumbles | Fumbles |
| Année       | Équipe            | Statut      | MJ | Total | Seul      | Ast.      | Sacks     | Nb.       | Yards | Déf.          | TD            | Nb.           | Rec.          |  |         |         |
| 2016        | Tigers de Clemson | Fr.         | 14 | 62    | 22        | 40        | 6,5       | 0         | 0     | 1             | 0             | 0             | 2             |  |         |         |
| 2017        | Tigers de Clemson | So.         | 11 | 33    | 13        | 20        | 2,0       | 0         | 0     | 0             | 0             | 1             | 0             |  |         |         |
| 2018        | Tigers de Clemson | Jr.         | 13 | 36    | 15        | 21        | 1,5       | 1         | 0     | 3             | 0             | 0             | 1             |  |         |         |
| Totaux NCAA | Totaux NCAA       | Totaux NCAA | 38 | 131   | 50        | 81        | 10,0      | 1         | 0     | 4             | 0             | 1             | 3             |  |         |         |

| Taille              | Poids            | Bras           | Main           | Sprint   | Sprint   | Sprint   | Shuttle 20 yards | 3 cones drill | Détente   | Détente     | Développé couché | Test Wonderlic |
| Taille              | Poids            | Bras           | Main           | 40 yards | 10 yards | 20 yards | Shuttle 20 yards | 3 cones drill | verticale | horizontale | Développé couché | Test Wonderlic |
| 1,94 m (6 ft 4½ in) | 155 kg (342 lbs) | 88 cm (34¾ in) | 27 cm (10½ in) | 5,05 s   | -        | -        | -                | -             | -         | -           | 36               | 17             |

| Année      | Équipe             | MJ |       | Plaquages | Plaquages | Plaquages | Plaquages |       | Interceptions | Interceptions | Interceptions | Interceptions |  | Fumbles | Fumbles |
| Année      | Équipe             | MJ | Total | Seul      | Ast.      | Sacks     | Nb.       | Yards | Déf.          | TD            | Nb.           | Rec.          |  |         |         |
| 2019       | Giants de New York | 16 | 38    | 24        | 14        | 2,5       | 0         | 0     | 1             | 0             | 1             | 0             |  |         |         |
| 2020       | Giants de New York | 16 | 53    | 30        | 23        | 4,0       | 0         | 0     | 2             | 0             | 0             | 0             |  |         |         |
| 2021       | Giants de New York | 16 | 54    | 27        | 27        | 2,5       | 0         | 0     | 2             | 0             | 1             | 0             |  |         |         |
| 2022       | Giants de New York | 16 | 68    | 35        | 33        | 7,5       | 0         | 0     | 3             | 0             | 2             | 0             |  |         |         |
| Totaux NFL | Totaux NFL         | 64 | 213   | 166       | 97        | 16,5      | 0         | 0     | 8             | 0             | 3             | 0             |  |         |         |

## Accomplissements

### En NCAA
- Vainqueur du College Football Playoff : 2016 et 2018 ;
- Sélectionné dans la première équipe de l'Atlantic Coast Conference (ACC) : 2017 et 2018 ;
- Sélectionné dans la deuxième équipe de l'ACC : 2016 ;
- Désigné meilleur défenseur débutant de la saison sans l'ACC (ACC Defensive Rookie of the Year) : 2016

### En NFL
- Sélectionné pour le Pro Bowl : saison 2022 ;
- Sélectionné dans l'équipe des meilleurs débutants (rookies) de la saison par PFWA : 2019.